# Henri Limbourg
Pour les articles homonymes, voir Limbourg (homonymie).
Henri François Gustave Limbourg, né le 7 mai 1834 à Nancy (Meurthe-et-Moselle) et mort le 23 novembre 1920 à Paris, est un avocat, publiciste et haut fonctionnaire français, préfet de plusieurs départements. Il a été avocat et exécuteur-testamentaire d'Henri d'Orléans, duc d'Aumale. 

## Biographie
Henri Limbourg est le fils du procureur de Mirecourt, premier président de la cour d'appel de Metz. Il est élève du lycée à Metz puis il étudie le Droit à Paris. Il s'installe en 1854 avocat à Metz. Il plaide dès 1863 pour le duc d'Aumale, Henri d'Orléans, en exil en Angleterre, dans un procès quelque peu retentissant autour de la saisi par le gouvernement des deux premiers tomes de l’Histoire des Princes de Condé pendant le XVIe et le XVIIe siècle, procès qui durera 6 ans. Le procès gagné, le livre du duc sera finalement édité en 1869.
À l’occupation de Metz par les troupes allemandes, Limbourg démissionne le 24 septembre 1870 et s’installe à Nancy, où il est président de la cour.
Après la guerre, le chef du pouvoir exécutif Adolphe Thiers, impressionné par ses qualités d’avocat, le nomme le 23 avril 1871 préfet de l’Hérault. Limbourg aurait d’abord refusé la préfecture de la Meurthe. Le 9 août 1872 il est muté à préfecture  des Bouches-du-Rhône. Sous le gouvernement Royaliste de Patrice de Mac Mahon nommé 19 décembre 1873 il est nommé préfet du Nord, mais le 21 décembre la nomination est changé en  de préfet de Seine-et-Oise à Versailles, où il reste plus de deux ans .  
Après Versailles, il subit un remarquable chassé-croisé de préfets de Seine-Inférieure, où Limbourg, démocrate, succède le 21 mars 1876 au préfet Pierre Lizot, royaliste, pour être remplacé par ce même Lizot le 19 mai 1877 ; Limbourg refuse le alors le poste de procureur général à Paris et reste en non-activité jusqu’à décembre 1877. Mac Mahon perd les élections  de 1877, et le 18/19 décembre 1877, Lizot est révoqué et Limbourg renommé préfet de la Seine-Inférieure par le ministère Dufaure. 
Dans la correspondance de Flaubert, édité par René Descharmes, il y a confusion des deux préfets. Dans les lettres de septembre 1877, Flaubert avait écrit correctement, Lizot, Descharmes le remplace dans son édition par Limbourg. Limbourg, « étant en tournée de conseil de révision », se fera d’ailleurs excuser aux obsèques de Flaubert en 1880. 
Le préfet Limbourg a laissé une meilleure impression à Rouen que le préfet Lizot. Le préfet Limbourg a fondé à Rouen l'École normale d’Instituteurs de la Seine-Inférieure, ouvert en 1881. Le bâtiment était parfois nommé « La folie Limbourg » à cause des grosses dépenses. 
Le 17 novembre 1880, Limbourg est remplacé comme préfet de la Seine-Inférieure. Il sera avocat et président de la cour d'appel de Paris. En 1897, il devient  exécuteur-testamentaire d'Henri d'Orléans, duc d'Aumale. Il travaillera près de vingt ans à préparer comme éditeur scientifique cinq volumes de la  correspondance du duc d'Aumale et de  Cuvillier-Fleury, précepteur, puis secrétaire particulier du duc. Limbourg publie ensuite quelques textes biographiques sur le duc.
Henri Limbourg est décoré chevalier de la Légion d’honneur le  11 octobre 1873 et officier le 6 juin 1877.

## Famille
Henri Limbourg se marie le 7 septembre 1874 avec Jeanne Adélaïde-Elphége Péricaud de Gravillon, cousine d'Arthur Péricaud. Le couple aura deux enfants

## Distinctions
- Officier de la Légion d'honneur (6 juin 1877).

## Rose ‘Préfet Limbourg’

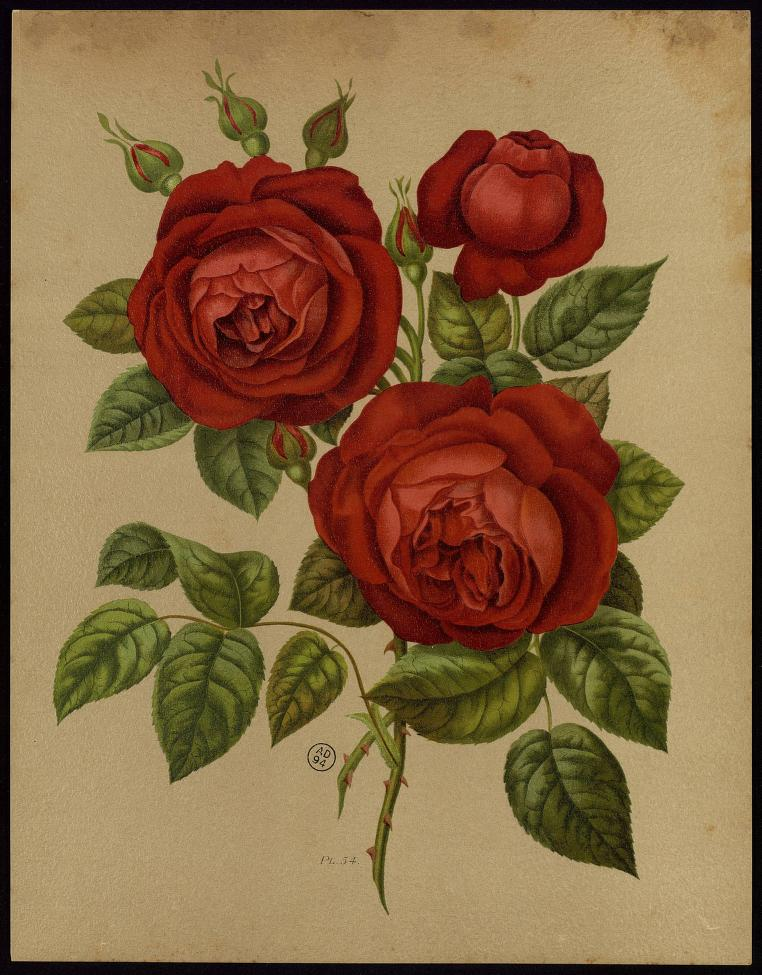
Rose 'Préfet Limbourg', 1878 (Livre d'Or des Roses), 1903

Le cultivateur Armand Garçon à Rouen qui avait gagné un premier prix ses roses à l'Exposition universelle de Paris de 1878, reçoit du préfet Henri Limbourg une forte somme de recompense et pour remerciement, Garçon donne à une de ses roses le nom Rose ‘Monsieur le Préfet Limbourg’. Garçon préfère vendre la plupart de ses variétés aux rosiéristes de la région parisienne, et notamment à Margottin fils, qui commercialise cette rose sous le nom Rose ‘Préfet Limbourg’.

## Œuvres
- Correspondance du duc d'Aumale et de Cuvillier-Fleury, Henri Limbourg, éditeur scientifique, 5 volumes, 1910-1914
- Le duc d'Aumale et sa deuxième campagne d'Afrique (février à septembre 1841), édition spéciale de La Revue hebdomadaire, 16 janvier 1915
- Le duc d'Aumale et sa troisième campagne d'Afrique, la Smalah (novembre 1842 à juin 1843), édition spéciale de La Revue hebdomadaire, 3 juillet 1915
- La candidature du duc d'Aumale au trône de Grèce in "La Revue hebdomadaire", 25 novembre 1916